# 圣基尔克
圣基尔克（法語：Saint-Quirc，法語發音：[sɛ̃ kiʁk]）是法国阿列日省的一个市镇，属于帕米耶区。

## 地理
圣基尔克（43°16'33"N, 1°30'9"E）面积3.75 平方千米，位于法国奧克西塔尼大區阿列日省，该省份为法国西南部内陆省份，西部和北部与上加龙省接壤，东临奥德省，东南至东比利牛斯省接壤，南与安道尔和西班牙接壤。
与圣基尔克接壤的市镇（或旧市镇、城区）包括：利萨克、桑特加贝勒、加亚克图尔扎。

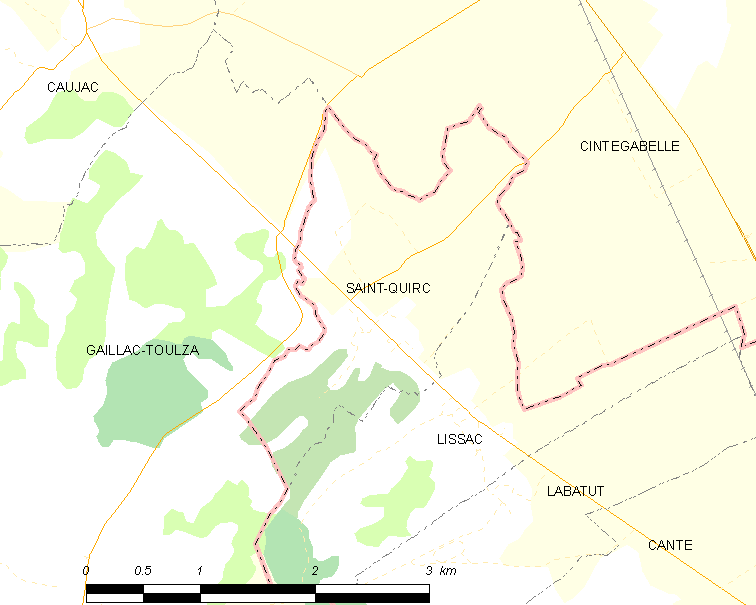
圣基尔克的OSM定位图

圣基尔克的时区为UTC+01:00、UTC+02:00（夏令时）。

## 行政
圣基尔克的邮政编码为09700，INSEE市镇编码为09275。

## 政治
圣基尔克所属的省级选区为阿列日之门县。

## 人口

1962-2008年间圣基尔克人口变化图示

圣基尔克于2022年1月1日时的人口数量为369人。